# 호타루비요리
호타루비요리(ほたる日和)는 4인조 팝 록 밴드이다. 소속 레이블은 PCI MUSIC이다.

## 개요
2006년 12월에 시모키타자와에서 하야카와(早川), 아야코(あやこ), 세이죠(成相) 3명이 결성했으며 2007년1월에 쿠라하시(倉橋)가 가입한다. 2010년 4월 2일, 도쿄에서 처음으로 원맨 라이브를 가졌고 베이스인 아야코가 탈퇴한다. 새로운 베이스 구성원으로  요시다(吉田)가 가입한다. 스스로 기획한 이벤트와 투어 등, 라이브를 중심으로 전력을 다 해 활동을 전개해 나감. 2010년 8월에 일본 유니버설 뮤직을 통해 메이저에 데뷔한다.

## 구성원
- 하야카와 후사(早川厚史) 보컬・기타
- 쿠라하시 준(倉橋潤) 기타・코러스
- 세이죠 유이치(成相悠一) 드럼・코러스
- 요시다 히로미(吉田弘美) 베이스・코러스

## 전구성원
- 아야코 (あやこ) 베이스・코러스(2010년 4월2일의 라이브를 끝으로 탈퇴)

## 음반 정보

### 싱글(메이저)
1. さよならマーガレット (안녕 마가렛, 2011년 5월 4일, UMCF-5080)
  1. さよならマーガレット  (안녕 마가렛)
  2. ハートビート (하트 비트) ※日本光電(일본광전) CM 송
  3. Acoustic Live at 시모키타자와440 (bootleg)

1. 雪虫～ふたりの約束～ (눈벌레～둘의 약속～, 2011년 9월 21일, UMCF-5088)
  1. 雪虫～ふたりの約束～ (눈벌레～둘의 약속～)
  2. more
  3. Live at Swing Bamboo/Rainbow line～Raining ～동경조곡

### 앨범(메이저)
1. みらい小説e.p. (미래 소설 e.p., 2010년 8월 11일, UMCF-1041)
  1. みらい小説 (미래 소설)　※「ズームイン!!SUPER (Zoom In!! SUPER)」여름 테마, 「ズームイン!!サタデー (Zoom In!! Saterday)」테마 곡
  2. 季節はずっと〜夏の海〜　(계절은 줄곧 〜여름 바다〜) ※SUZUKI「新型パレット (신형 Palette, 자동차명)」「家族の季節・夏編 (가족의 계절・여름편)」CM 송
  3. 水色写真 (물색 사진)
  4. Rainbow line　※2010년도 さくらんぼ(사쿠람보) 텔레비전 이미지 송
  5. 渚の約束 (물가에서의 약속)
  6. 流星のとき (유성의 시간)　※홋가이도 도시 고속 버스 「RAKU TOKU BUS 13」텔레비전 CM 송
2. 東京組曲 e.p. (동경조곡 e.p., 2011년 1월 26일, UMCF-1053)
  1. 深い森 (깊은 숲)
  2. 東京組曲 (동경조곡)　※TBS계 텔레비전 전국 방송「世界・ふしぎ発見! (세계・신기한발견!)」 닫는 곡
  3. 古き良きもの (낡고 좋은 것)　※NHK-FM「Music Line」12월・1월간 여는 곡
  4. snow dance (Re-Recording ver.)
  5. 可憐なひとへ (가련한 사람에게)
  6. あやめ (Re-Recording ver.) (그만해)

### 싱글
1. 昨日の音色 (어제의 음색, 2009년 3월 11일, LTDC-114)
  1. 昨日の音色 (어제의 음색)
  2. 未来帆路 (미래돛길)
  3. あやめ (빛깔)
  4. 昨日の音色-Instrumental-
2. 季節はずっと (계절은 줄곧, 2009년 11월 25일, KNCA-10002)
  1. 季節はずっと (계절은 줄곧)　※SUZUKI 신형 Palette CM 송
  2. スケッチブック (스케치북)

### 미니앨범
1. カラフル (컬러풀, 2007년 12월 5일, LTDC-106)
  1. セピアフィッシュ (세피아 피쉬)　※도쿄 텔레비전 계열 방송「급여명세」2008년 1월 엔딩 테마곡
  2. 金木犀 (금목서)
  3. 渚の約束 (물가의 약속)
  4. snow dance
  5. 新芽の心 (새싹의 마음)
  6. 日々を彩るもの (session at GALVA) (날마다 채색하는 것들)
2. ノスタルジック (노스텔직, 2008년 8월 13일, LTDC-113)
  1. リンゴアメ　※NHK-FM「ミュージックスクエア(뮤직 스퀘어)」2008년 8월・9월 엔딩 테마
  2. 天の川 (하늘의 강)
  3. 小さな羽根 (자그만한 날개)
  4. 恋と魔物 (사랑과 마물)
  5. ショートボブ (숏트 보브, short bob)
  6. Raining (bootleg)

### 전체앨범
1. elementary (2010년 2월 17일, KNCA-10003)
  - 트랙번호 2,7,12,13은 리레코딩(재녹음) 버전으로 수록

  1. 前触れ (미리 알림)
  2. リンゴアメ (사과 비)
  3. 季節はずっと (계절은 줄곧)
  4. sarah
  5. 少年時代 (소년시대)
  6. がんばります。 (힘내겠습니다)
  7. 天の川 (하늘의 강)
  8. 秘密結社 (비밀결사)
  9. 一途に想うということ (한결같이 생각하는 것)
  10. pierott
  11. caramel
  12. セピアフィッシュ (세피아 피쉬)
  13. 昨日の音色 (어제의 음색)

### 스스로 제작한 음반
1. ほたる日記〜その壱〜 (호타루 일기 〜그 첫 번째〜, 2007년 1월 31일)
  1. セピアフィッシュ (세피아 피쉬)
  2. Raining
2. ほたる日記〜その弐〜 (호타루 일기 〜그 두 번째〜, 2007년 2월 26일)
  1. 金木犀 (금목서)
  2. snow dance
3. ほたる日記〜その参〜 (호타루 일기 〜그 세 번째〜, 2007년 4월 15일)
  1. 昨日の音色 (어제의 음색)
  2. 自分紀行

### 참가 작품
- 虹待ちソングス VOL.1 (무지개를 기다리는 노래들 VOL.1, 2007년 12월 30일)

1. Raining

## 스스로 기획한 이벤트
- ≪ほたる日和CD全国発売記念＆結成一周年記念自主企画≫「蛍百景　〜第一夜〜」(≪호타루비요리 CD 전국 발매 기념 & 결성 1주년 기념 자주 기획≫ 「호타루 백경　〜첫 번째 밤〜」)

2007년 12월 8일 시모키타자와 BASEMENTBAR
출연: 平 絵里香(히라 아유루) / astrcoast / The Plain Fact / ghostnote
- ≪カラフルツアー最終公演≫「蛍百景　〜第二夜〜」(≪컬러풀 투어 마지막 공연≫「호타루 백경　〜두 번째 밤〜」)

2008년 3월 22일 시모키타자와 CLUB Que
출연: フーバーオーバー(후버오버) / Fed MUSIC
- ≪ノスタルジックツアー最終公演≫「蛍百景　〜第三夜〜」(≪컬러풀 투어 최종 공연≫ 「호타루 백경　〜세 번째 밤〜」)

2008년 11월 1일 시모키타자와 CLUB Que
출연: 月球(츠키타마) / ニュートリノ(뉴트리노)
- 【ノスタルジックツアー追加公演 in 十勝】(【노스탤직 투어 추가공연 in 도카치】)

2008년 11월 28일　마쿠베쓰 정 백년 기념홀
단독 콘서트
- ≪昨日の音色ツアー最終公演≫「蛍百景　〜第四夜〜」(≪어제의 음색 투어 최종공연≫「호타루 백경　〜네 번째 밤〜」)

2009년 4월 30일 시모키타자와 CLUB Que
출연: the court / ソフテロ(소후테로)
- ≪「季節はずっと」発売記念公演≫ 「蛍百景　〜第五夜〜」(≪「계절은 줄곧」발매기념공연≫ 「호타루 백경　〜다섯 번째 밤〜」)

2009년 12월 21일 시모키타자와 CLUB Que
출연: Natural Records / LOVE LOVE LOVE
- 「蛍百景　〜第六夜〜」(「호타루 백경　〜여섯번째 밤〜」)

2010년 2월 5일 시모키타자와 CLUB Que
출연: 青空ドライブ(아오조라 드라이브) / Lead-off-hitter
- 【elementary tour final】

2010년 4월 2일 시부야 BOXX
단독 콘서트
- 「蛍百景　〜第七夜〜」(「호타루 백경　〜일곱번째 밤〜」)

2010년 7월 29일 시모키타자와 CLUB Que
출연: JACKSON VIBE / SPANK PAGE
- 「蛍百景　〜第八夜〜」(「호타루 백경　〜여덟번째 밤〜」) 호타루비요리 원맨 라이브

2011년 5월 21일 시부야 O-nest
단독 콘서트
- 「蛍百景　〜第九夜〜 2nd Single「雪虫～ふたりの約束～」リリースパーティー 」(「호타루 백경 〜아홉번째 밤〜 두 번째 싱글 「눈벌레～둘의 약속～」 릴리즈 파티」

2011년 9월 22일 시부야 duo MUSIC EXCHANGE
출연 : 호타루비요리 (OpeningAct 磯貝サイモン(이소가이 사이먼))